# Tunis Open 2023
Il Tunis Open 2023, noto come KIA Tunis Open 2023 per ragioni di sponsorizzazione, è stato un torneo maschile di tennis giocato sulla terra rossa. È stata la 13ª edizione del torneo, facente parte della categoria Challenger 75 nell'ambito dell'ATP Challenger Tour 2023. Si è giocato al Tennis Club de Tunis di Tunisi, in Tunisia, dal 15 al 20 maggio 2023.

## Partecipanti

### Teste di serie
| Nazionalità          | Giocatore                  | Ranking* | Testa di serie |
| -------------------- | -------------------------- | -------- | -------------- |
| Croazia              | Borna Gojo                 | 102      | 1              |
| Regno Unito          | Liam Broady                | 138      | 2              |
| Cile                 | Marcelo Tomás Barrios Vera | 143      | 3              |
| Germania             | Maximilian Marterer        | 148      | 4              |
| Argentina            | Thiago Agustín Tirante     | 150      | 5              |
| Portogallo           | João Sousa                 | 156      | 6              |
| Italia               | Mattia Bellucci            | 165      | 7              |
| Bosnia ed Erzegovina | Damir Džumhur              | 172      | 8              |

* Ranking all'8 maggio 2023.

### Altri partecipanti
I seguenti giocatori hanno ricevuto una wild card per il tabellone principale:
- Aziz Dougaz
- Malek Jaziri
- Aziz Ouakaa

Il seguente giocatore è entrato in tabellone come special exempt:
- Jakub Menšík

Il seguente giocatore è entrato in tabellone come alternate:
- Pablo Cuevas

I seguenti giocatori sono passati dalle qualificazioni:
- Jesper de Jong
- Shintaro Mochizuki
- Daniel Rincón
- Sho Shimabukuro
- Alexander Weis
- Damien Wenger

## Punti e montepremi
| Torneo    | Torneo              | V      | F     | SF    | QF    | 2T    | 1T  | Q | Q2  | Q1  |
| Singolare | Punti               | 75     | 50    | 30    | 16    | 7     | 0   | 4 | 2   | 0   |
| Singolare | Premi in denaro ($) | 10,840 | 6,355 | 3,780 | 2,200 | 1,300 | 780 | – | 390 | 200 |
| Doppio    | Punti               | 75     | 50    | 30    | 16    | –     | 0   | – | –   | –   |
| Doppio    | Premi in denaro ($) | 4,645  | 2,700 | 1,630 | 965   | –     | 545 | – | –   | –   |

## Campioni

### Singolare
Sho Shimabukuro ha sconfitto in finale  Geoffrey Blancaneaux con il punteggio di 6–4, 6–4.

### Doppio
Théo Arribagé /  Luca Sanchez hanno sconfitto in finale  James McCabe /  Aziz Ouakaa con il punteggio di 4–6, 6–3, [10–5].